# Hope Lost
Pour plus de détails, voir Fiche technique et Distribution.
Hope Lost est un film italien, sorti en 2015.

## Fiche technique
- Titre : Hope Lost
- Réalisation : David Petrucci
- Scénario : Jack O'Mellow, Francesco Teresi, Loretta Tersigni et Francesco Trento
- Pays d'origine : Italie
- Genre : thriller
- Date de sortie : 2015

## Distribution
- Danny Trejo : Marius
- Mischa Barton : Alina
- Michael Madsen : Manol
- Daniel Baldwin : Ettore
- Francesca Agostini : Sofia
- Alessia Navarro : Eva
- Andrey Chernyshov : Gabriel
- Diego Pagotto : Fabian
- Dino Giarrusso : Prisoner
- Francesco Acquaroli : Professeur